# 미코팩토신
미코팩토신(영어: mycofactocin)은 여러 종류의 미코박테리움에서 자연적으로 생성되는 리보솜 합성 및 번역 후 변형된 펩타이드(RiPP)로 알려진 유형의 펩타이드로부터 유도된 작은 분자이다. 미코팩토신은 2011년에 생물정보학 연구에서 발견되었다.

## 같이 보기
- 보조 인자